# ISO 3166-2:BS
ISO 3166-2:BS is een ISO-standaard met betrekking tot de zogenaamde geocodes. Het is een subset van de ISO 3166-2 tabel, die specifiek betrekking heeft op de Bahama's. 
De gegevens werden tot op 26 november 2018 geüpdatet op het ISO Online Browsing Platform (OBP). Hier worden 31 districten - district (en) / district (fr) – en 1 eiland  - island (en) / île (fr) - gedefinieerd. 
Volgens de eerste set, ISO 3166-1, staat BS voor de Bahama's, het tweede gedeelte is een tweeletterige code die afgeleid is van de naam.

## Codes
| Code  | Naam                        | Categorie |
| ----- | --------------------------- | --------- |
| BS-AK | Acklins                     | district  |
| BS-BY | Berry Islands               | district  |
| BS-BI | Bimini                      | district  |
| BS-BP | Black Point                 | district  |
| BS-CI | Cat Island                  | district  |
| BS-CO | Central Abaco               | district  |
| BS-CS | Central Andros              | district  |
| BS-CE | Central Eleuthera           | district  |
| BS-FP | City of Freeport            | district  |
| BS-CK | Crooked Island and Long Cay | district  |
| BS-EG | East Grand Bahama           | district  |
| BS-EX | Exuma                       | district  |
| BS-GC | Grand Cay                   | district  |
| BS-HI | Harbour Island              | district  |
| BS-HT | Hope Town                   | district  |
| BS-IN | Inagua                      | district  |
| BS-LI | Long Island                 | district  |
| BS-MC | Mangrove Cay                | district  |
| BS-MG | Mayaguana                   | district  |
| BS-MI | Moore's Island              | district  |
| BS-NP | New Providence              | eiland    |
| BS-NO | North Abaco                 | district  |
| BS-NS | North Andros                | district  |
| BS-NE | North Eleuthera             | district  |
| BS-RI | Ragged Island               | district  |
| BS-RC | Rum Cay                     | district  |
| BS-SS | San Salvador                | district  |
| BS-SO | South Abaco                 | district  |
| BS-SA | South Andros                | district  |
| BS-SE | South Eleuthera             | district  |
| BS-SW | Spanish Wells               | district  |
| BS-WG | West Grand Bahama           | district  |